# Cymothoa carangii
Cymothoa carangii là một loài chân đều trong họ Cymothoidae. Loài này được Avdeev miêu tả khoa học năm 1979.